# نويبع
نُويبَع هي مدينة مصرية تتبع محافظة جنوب سيناء. تطل المدينة على خليج العقبة، وتقع على مساحة 5097 كم2 على بعد 85 كم شمال مدينة دهب و 465 كم من قناة السويس. ويقطنها قبائل مزينة والترابين وجهينة من قبائل بدو سيناء. تطورت المدينة من واحة صحراوية منعزلة إلى مدينة ومنتجع سياحي مميز يقصده السائحون بهدف الاسترخاء والاستجمام بعيداً عن الأماكن السياحية الصاخبة للاستمتاع بالشواطئ الرملية الرائعة الذاخرة بالخيم البدوية الفريدة. يوجد بالمدينة ميناء بحري ويعتمد نشاطها بشكل عام على السياحة وأعمال الموانئ والنقل والشحن بالإضافة إلى الأنشطة الزراعية والتجارية.

## التاريخ
عُرفت المدينة قديماً بقلعة نويبع أو طابية نويبع نسبة للقلعة التي بُنيت بها قديماً. تتبع المدينة قريتا واسط وطابا و 8 تجمعات سكانية ويصل عدد سكانها إلى 2443 نسمة ينتشرون على مساحة 1678 فدان أغلبهم من البدو وخاصة قبيلتي المزينة والترابين بالإضافة إلى عدد من الوافدين ويعمل معظمهم في مجالات السياحة والموانئ والخدمات.

### تفجيرات نويبع
في أكتوبر 2004 هزت مدينتي نويبع وطابا عدة انفجارات إرهابية متزامنة، استهدفت كل من مخيمي أرض القمر، والبادية، بجزيرة رأس شيطان في نويبع، وفندق هيلتون بطابا، وذلك عن طريق ثلاث سيارات مفخخة. أسفرت الانفجارات عن مصرع 7 مصريين و24 إسرائيلي، وإصابة 135 آخرين، كما أسفرت عن تدمير عشرة طوابق من فندق هيلتون طابا.

## الجغرافيا والسكان
تطل نويبع على خليج العقبة، وتقع على مساحة 5097 كم2، على بعد 85 كم شمال مدينة دهب و 465 كم من قناة السويس. وتقع جزئياً في دلتا وادي وتير وبذلك تتعرض أحياناً إلى هطول السيول.

### المناخ
يتميز طقس المدينة بالاعتدال وخلوّه من الرطوبة وارتفاع نسبة الأوكسجين، والشمس الساطعة طوال العام، ويبلغ متوسط درجة الحرارة شتاءً 20 درجة مئوية، فيما يبلغ صيفاً 33 درجة مئوية.
| البيانات المناخية لـنويبع                             | البيانات المناخية لـنويبع | البيانات المناخية لـنويبع | البيانات المناخية لـنويبع | البيانات المناخية لـنويبع | البيانات المناخية لـنويبع | البيانات المناخية لـنويبع | البيانات المناخية لـنويبع | البيانات المناخية لـنويبع | البيانات المناخية لـنويبع | البيانات المناخية لـنويبع | البيانات المناخية لـنويبع | البيانات المناخية لـنويبع | البيانات المناخية لـنويبع |
| الشهر                                                 | يناير                     | فبراير                    | مارس                      | أبريل                     | مايو                      | يونيو                     | يوليو                     | أغسطس                     | سبتمبر                    | أكتوبر                    | نوفمبر                    | ديسمبر                    | المعدل السنوي             |
| ----------------------------------------------------- | ------------------------- | ------------------------- | ------------------------- | ------------------------- | ------------------------- | ------------------------- | ------------------------- | ------------------------- | ------------------------- | ------------------------- | ------------------------- | ------------------------- | ------------------------- |
| متوسط درجة الحرارة الكبرى °م (°ف)                     | 20.8 (69.4)               | 22.5 (72.5)               | 25.4 (77.7)               | 29.2 (84.6)               | 32.9 (91.2)               | 35.7 (96.3)               | 36.5 (97.7)               | 36.8 (98.2)               | 34.4 (93.9)               | 31.3 (88.3)               | 26.6 (79.9)               | 22.1 (71.8)               | 29.5 (85.1)               |
| المتوسط اليومي °م (°ف)                                | 15.6 (60.1)               | 16.9 (62.4)               | 19.7 (67.5)               | 23.2 (73.8)               | 26.3 (79.3)               | 29.5 (85.1)               | 30.7 (87.3)               | 30.9 (87.6)               | 29 (84)                   | 25.8 (78.4)               | 21.3 (70.3)               | 16.8 (62.2)               | 23.8 (74.8)               |
| متوسط درجة الحرارة الصغرى °م (°ف)                     | 10.4 (50.7)               | 11.3 (52.3)               | 14 (57)                   | 17.3 (63.1)               | 19.8 (67.6)               | 23.4 (74.1)               | 25 (77)                   | 25.1 (77.2)               | 23.7 (74.7)               | 20.3 (68.5)               | 16 (61)                   | 11.6 (52.9)               | 18.2 (64.7)               |
| الهطول مم (إنش)                                       | 1 (0.0)                   | 3 (0.1)                   | 3 (0.1)                   | 1 (0.0)                   | 0 (0)                     | 0 (0)                     | 0 (0)                     | 0 (0)                     | 0 (0)                     | 1 (0.0)                   | 2 (0.1)                   | 2 (0.1)                   | 13 (0.4)                  |
| متوسط الأيام الممطرة                                  | 2                         | 1                         | 2                         | 1                         | 1                         | 0                         | 0                         | 0                         | 0                         | 1                         | 1                         | 1                         | 10                        |
| ساعات سطوع الشمس اليومية                              | 8                         | 9                         | 9                         | 10                        | 11                        | 13                        | 13                        | 12                        | 11                        | 10                        | 9                         | 8                         | 10                        |
| المصدر #1: Climate-Data.org                           |                           |                           |                           |                           |                           |                           |                           |                           |                           |                           |                           |                           |                           |
| المصدر #2: Weather2Travel for rainy days and sunshine |                           |                           |                           |                           |                           |                           |                           |                           |                           |                           |                           |                           |                           |

### السكان

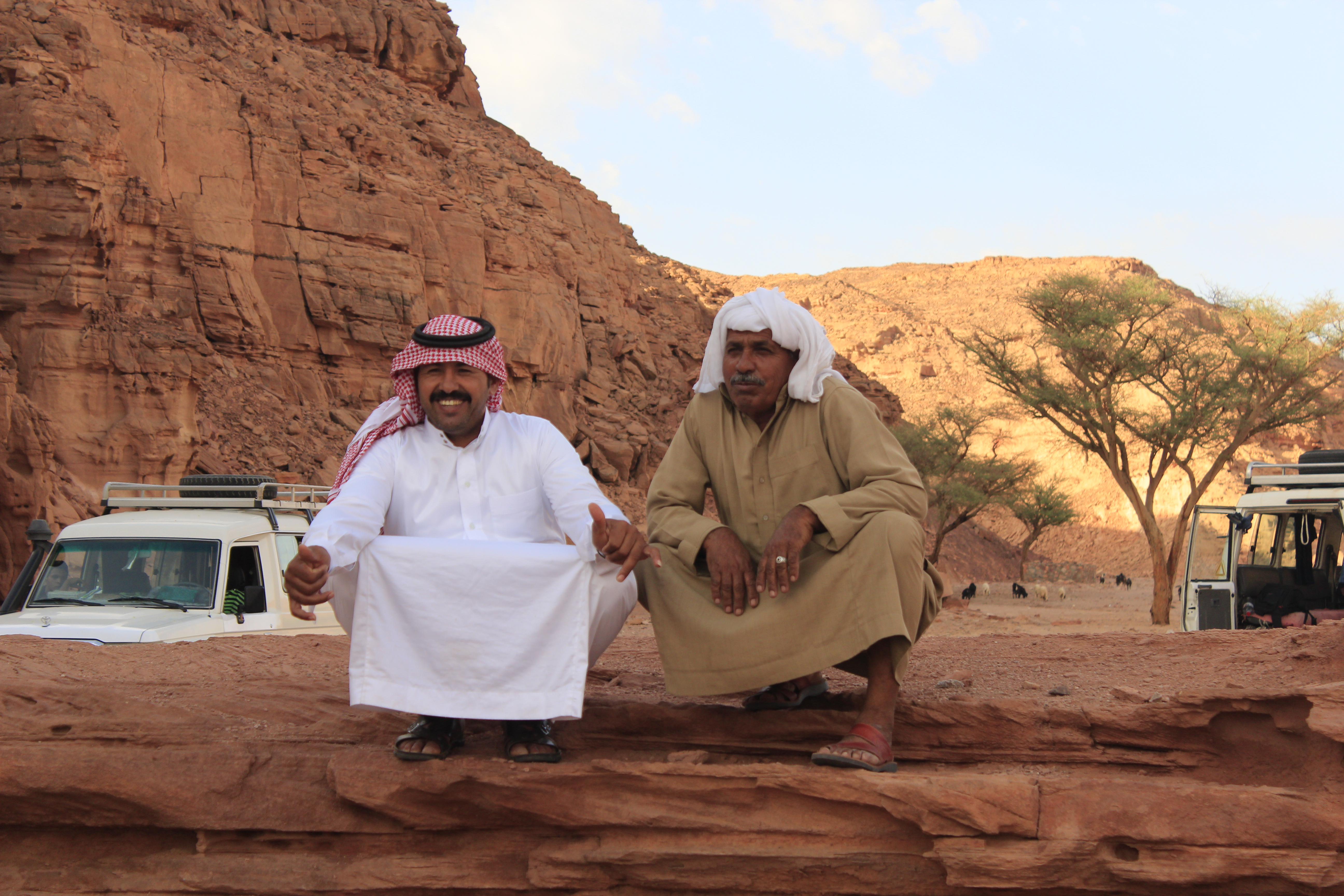
بدو نويبع.

بلغ تعداد سكان مدينة نويبع في عام 2016 نحو 18 ألف نسمة تقريباً، موزعين على 3 قرى رئيسية هي «عرب واسط، المزينة، الشيخ عطية» كما يتبع المدينة عدة تجمعات بدوية أهمها وادي وتير ويشمل (عين أم أحمد، بئر الثورة، بئر الصوانة، والعدوة أم رمث، وعين فرطاجة)، ومحور الصاعدة ويشمل (وادي صمغي، وادي مجرح، وادي غزالة، عين حضرة، النواميس).
ويقطن المدينة قبيلتي المزينة والترابين من قبائل بدو سيناء، ويعمل أغلبهم في السياحة والصيد والرعي. ومن عادات تلك القبائل اجتماع العائلات يومياً برئاسة شيخ القبيلة للتحدث في أمور أبناء القبيلة ومشاكلهم ومحاولة حلها. ومن أشهر أكلات تلك القبائل الزلابية، الرقاق بالسكر، الجريشة «قمح وسمن ولبن»، المعدوس «أرز بالعدس»، السمك المجفف، الصيادية، المسلوقة، اللحم الشطير، الفتة بلبن الماعز.

## المعالم الطبيعية والسياحية
تشتهر نويبع بغناها بالمعالم السياحية البديعة والطبيعة الصحراوية البدوية الساحرة التي تتخللها الكهوف والسهول المدمجة في هدوء مياه البحر الأحمر منسجمين مع الهواء النقي العليل بعيداً عن صخب وزحام المدن الكبرى. وتتعدد بها الأودية التي نحتتها مياه الأمطار وشكّلتها الرياح لتجعل منها قطع فنية فريدة مثل وادي الشواشي أو وشواشي ووادي غربة.

### مواقع الغطس

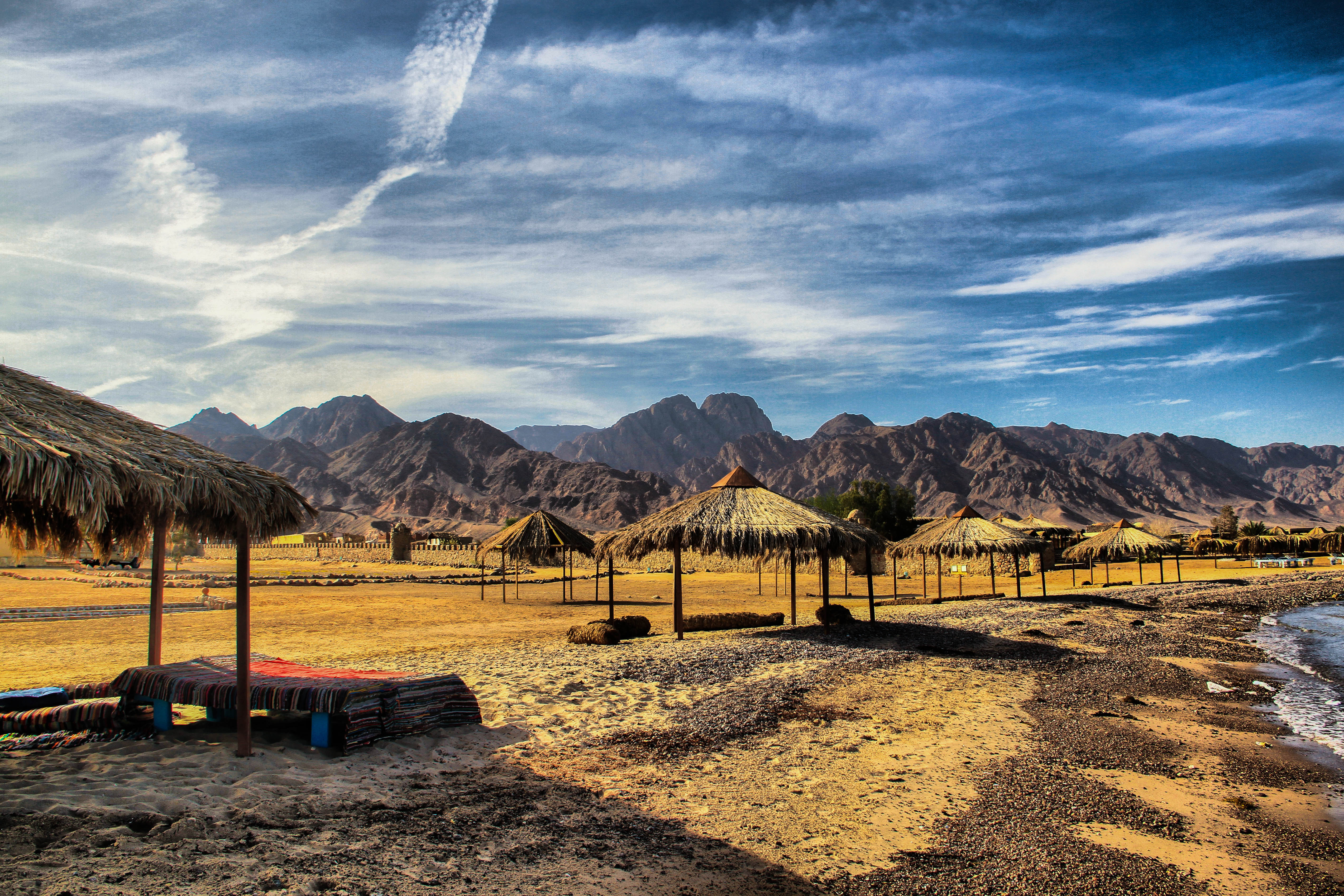
شاطئ نويبع.

تزخر نويبع بمواقع الغطس العميقة والضحلة التي تصلح لمحترفي ومبتدئي الغطس والغنية بالمنحدرات الرملية وحدائق الشعاب الرائعة والكهوف البحرية فضلاً عن فجوات الجدران المرجانية الصلبة والرقيقة بالإضافة إلى شتى أصناف وفصائل الأسماك الملونة المختلفة مثل أسماك الباسلت وسمكة الملائكة وسمكة الجروبر. ومن هذه المواقع المتميزة: موقع تي ريف الذي يقع على بعد 500 مترًا من الشاطئ ويسهل الوصول إليه بالقارب وهو سهل رملي تعلوه قمم صغيرة تتوافد إليها أسماك الراي الصفراء والسوداء باستمرار. ومنطقة أبو لولو أو هيلتون هاوس وهي منطقة شعاب تشتهر بغناها بالحياة البحرية الرائعة بما في ذلك الأسماك الصخرية والسلاحف البحرية والدلافين وسمكة الأسد التي جعلت بعض الغطاسين يطلقون اسم «مدينة سمكة الأسد» على تلك المنطقة. وموقع أم أم رايشر الذي يقع بعد 5 كيلو متر شمالي نويبع وهو مكان مثالي للغطاسين المبتدئين حيث يسهل الوصول من خلاله إلى الشعاب السطحية من الشاطئ كما يسهل الغوص فيه للاستمتاع بأجمل الأحياء البحرية والأعشاب البحرية والقمم البحرية والشعاب المرجانية التي تغطيها فجوات وزجاجات تملأها كائنات بحرية مثل الأخطبوط والحبار وغيرها من فصائل الأسماك الشعبية. بالإضافة إلى بعض الأسماك الداخلة على هذه المنطقة مثل أسماك البراكودا التي تأتي إلى تلك المنطقة بحثا عن طعامها بين فصائل الأسماك الأصغر منها. وموقع بواكي الذي يوفر أجمل لحظات الغطس وسط أجمل الشعاب المرجانية وأروعها ومختلف فصائل الأسماك الموجودة فيها.

### رأس شيطان

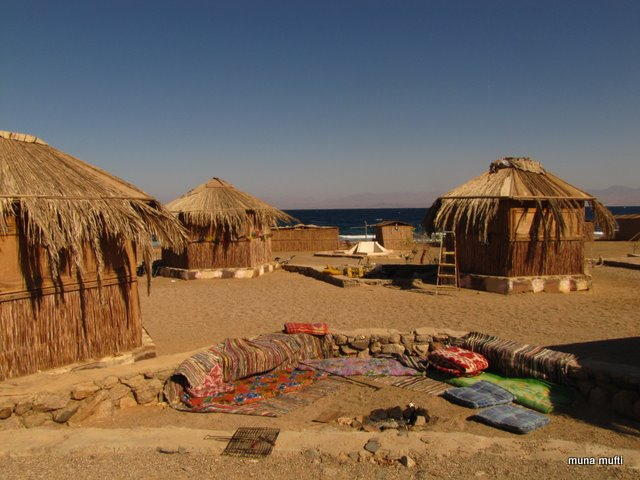
فريدم كامب بمنطقة بساطة.

بساطة أو رأس شيطان هو مخيم بدوي يطل على شاطئ خليج العقبة بمدينة نويبع وتحيطه الجبال الخلابة المغمورة في الماء والأودية والكهوف والسهول. وتشتهر مياه المنطقة بغناها بالشعاب المرجانية الصلبة والأخطبوط وأسماك البافر وأسماك الجروبر القمرية وشقائق النعمان بمختلف أشكالها وألوانها من الأحمر والأخضر والأرجواني مما جعله أحد مواقع الغطس المميزة في شبه جزيرة سيناء.

### قلعة نويبع
قلعة نويبع أو طابية نوبيع هي طابية صغيرة بناها السردارية المصرية عام 1893 وجعلتها مركزاً للشرطة من الهجانة لحفظ الأمن في تلك المنطقة. وللقلعة سور ومزاغل وباب كبير وداخل سورها بئر ماء وتقع علي بعد ميلين من معبد وادي العين شمالاً وهي المنطقة التي تسمي حالياً نويبع الترابين.

### قلعة الترابين
تقع قلعة الترابين على مسافة كيلو متر من منطقة الترابين الساحلية الشمالية في نويبع. شيده القلعة السلطان المملوكي أشرف الغوري في القرن السادس عشر بهدف حماية منطقة سيناء من خطر الغزو التركي ورعاية المسافرين والحجاج المارين بهذه المنطقة. إلا أن القلعة لم تحقق الهدف من تشييدها، إذ احتلها الأتراك بعد تشييدها بفترة قصيرة، ولكن ظلت سببًا لتوفير مياه الشرب للبدو باستخدامهم بئر القلعة. منذ أعوام قليلة مضت والقلعة تخضع لأعمال ترميم وتجديد، إلا أنها تفتح أبوابها لزوارها.

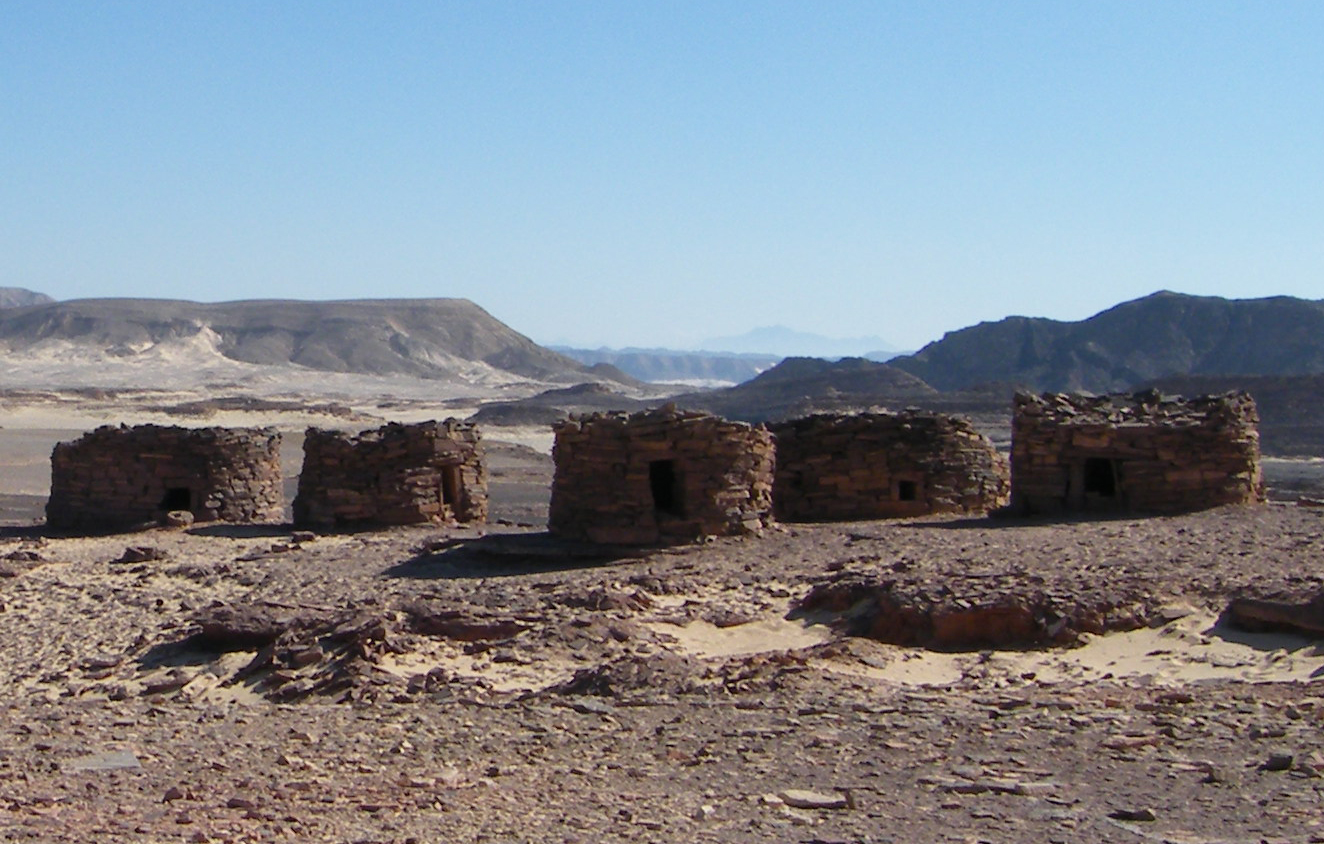
منطقة النواميس الأثرية.

### نواميس
نواميس هو تجمع سكني بدوي بمدينة نويبع تنتشر به آثار ما قبل التاريخ، وتعود تسميته إلى ما يعرف «بالنواميس» بمنطقة وادي الشجيراء عند الكيلو 25 طريق نويبع - سانت كاترين، وهي مبان تتكون من دوائر من الأحجار الزلطية الكبيرة على هيئة قباب ترجع إلى العصر البرونزي، وقطرها ما بين متر إلى ثلاثة أمتار، بنيت عن طريق رص الأحجار بطريقة بدائية دون استخدام مونة، وهي حياة الإنسان الأول بسيناء.

### قرية الصيادين
عقب تحرير سيناء أسست كل من مصر والأردن والعراق، شركة «الجسر العربي» لتعمل على الخط الملاحي نويبع/العقبة. ومع تشغيل الخط المينائي بدأ العمل في قرية الصيادين، وشهد حفل افتتاحها عام 1985 الرئيس المصري حينذاك حسني مبارك وملك الأردن حسين بن طلال وسلطان عمان قابوس بن سعيد. تم تشييد القرية على الطراز البدوي لتكون قطعة من الطبيعة المحيطة بها وتم بناؤها طابق واحد واستخدم في بنائها الكثير من الخامات البيئة كجذوع الأشجار والطوب والحطب والأحجار والسعف والسلال. بالإضافة إلى الديكورات والمفروشات من السجاد والستائر والمفارش وأغطية الأسرة يدوية الصنع. تتميز القرية ببساطتها وتصل سعتها الفندقية إلى 99 غرفة من فئة ثلاث نجوم سياحية، وتوفر شتى سبل الرفاهية، بالإضافة إلى موقعها المتميز على شاطئ البحر الأحمر بين جبال سيناء.

## النقل والمواصلات

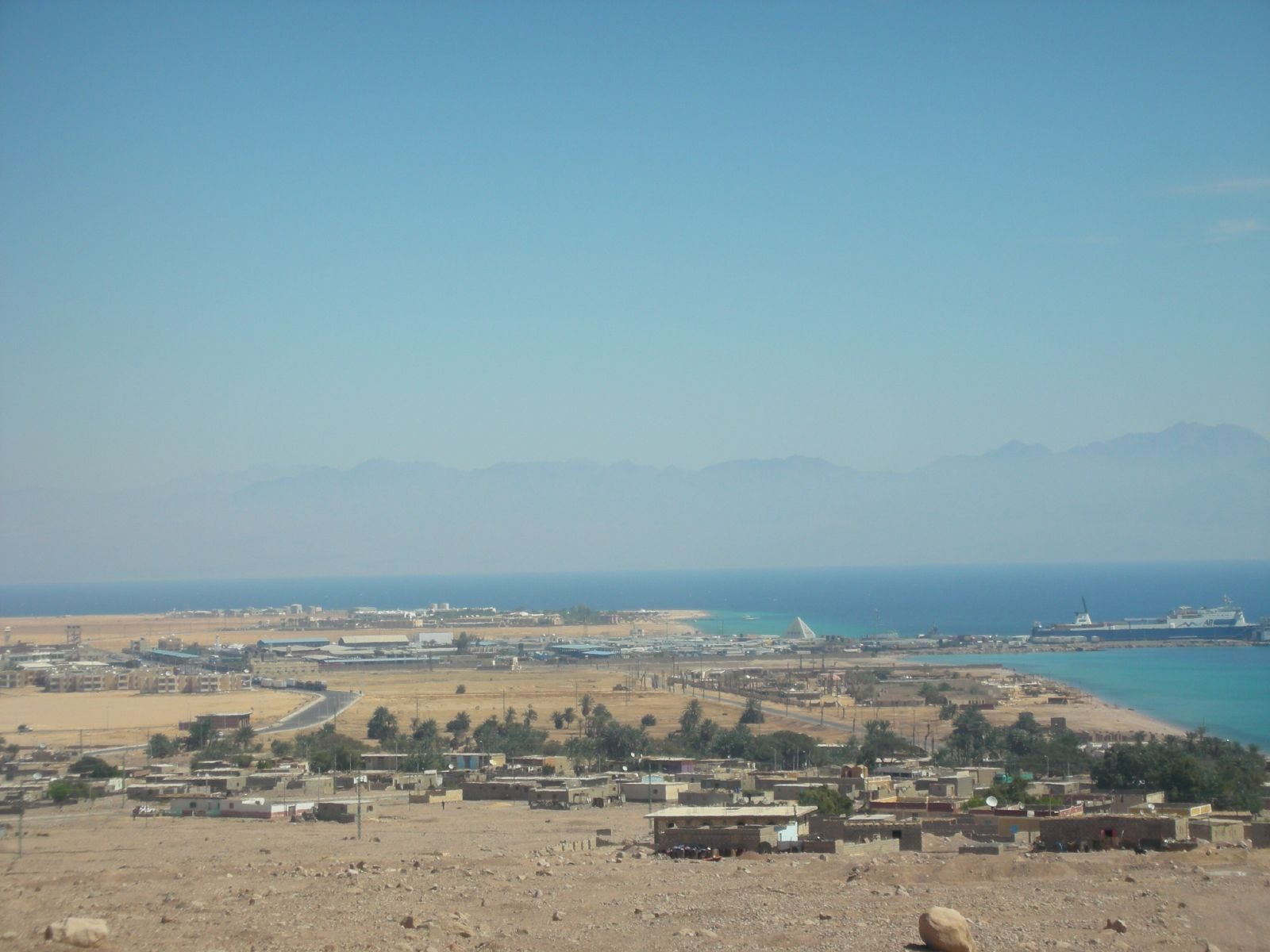
ميناء نويبع.

### ميناء نويبع
يتبع الميناء الهيئة العامة لموانئ البحر الأحمر ويقع على الساحل الغربي لخليج العقبة على مسافة 168 كم تقريباً شمال شرم الشيخ ومسافة 64 كم جنوب طابا وتصل مساحته الإجمالية إلى 9.9 كم ومساحته المائية إلى 9.5 كم فيما تصل مساحته الأرضية إلى 0.4 كم ويتضمن مساحة 168.5 كم من الساحات والمخازن وصالة سفر ووصول وساحات انتظار للشاحنات. تبلغ الطاقة التصميمية القصوى للميناء مليون راكب سنوياً و 1.9 مليون طن من البضائع العامة ويعمل على مدار 24 ساعة يومياً. كما يعمل الميناء كمنفذ للمعتمرين والحجاج المصريين السالكين للطرق البرية حتى الميناء ثم يستقلون العبارات البحرية حتى ميناء العقبة ومنه برياً إلى الأراضي السعودية.

### الطرق البرية
يصل نويبع بباقي محافظات مصر شبكة من الطرق البرية تتمثل في طريق نويبع/النقب/النفق الذي يخترق شبه جزيرة سيناء عرضاً بطول 350 كم، وطريق نويبع سانت كاترين/النفق بطول 425 كيلو متر، وطريق نويبع/شرم الشيخ/النفق بطول 550 كيلو متر، بالإضافة إلى طريق نويبع/طابا.

## معرض صور

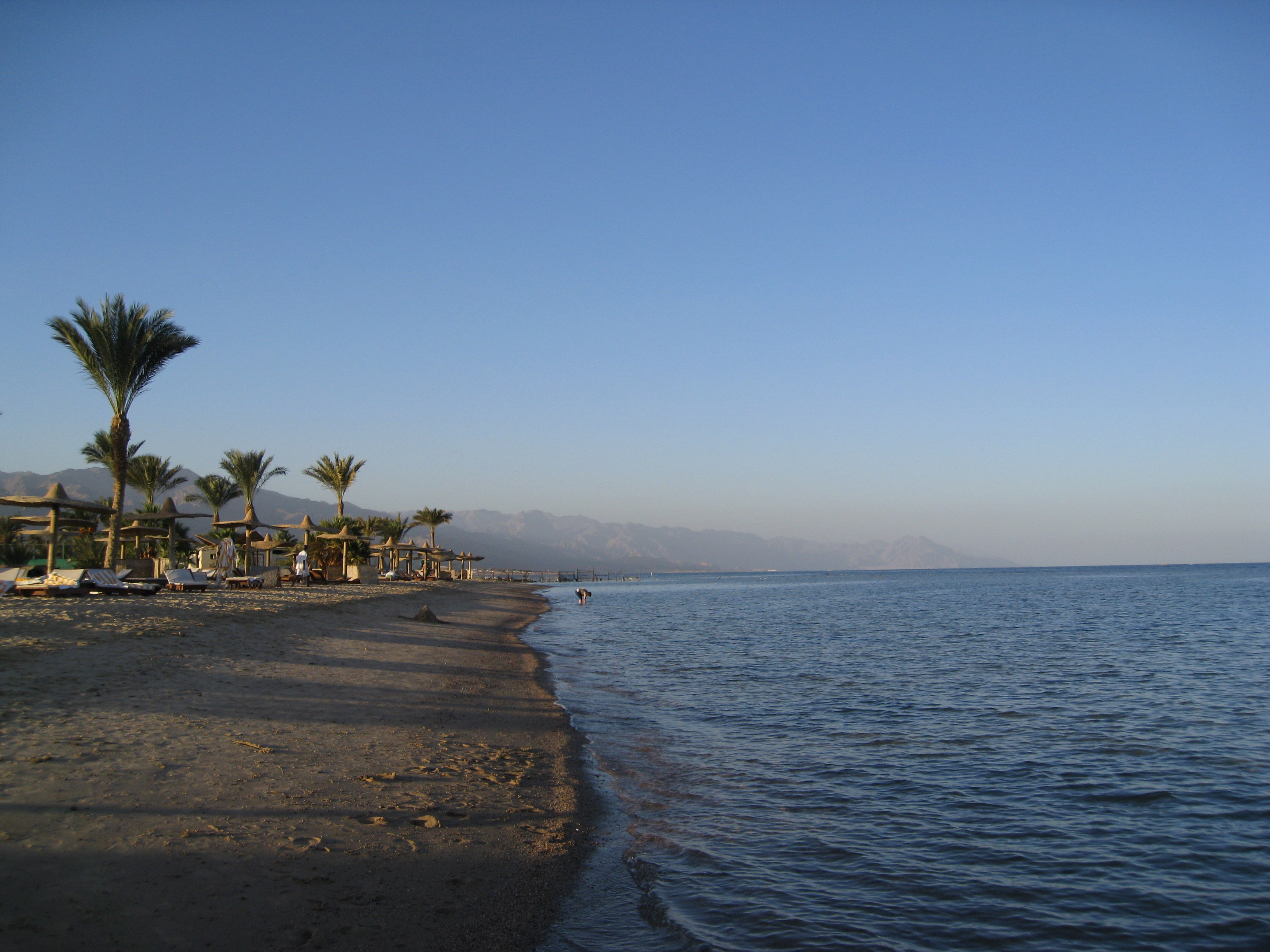
شاطئ نوبيع.
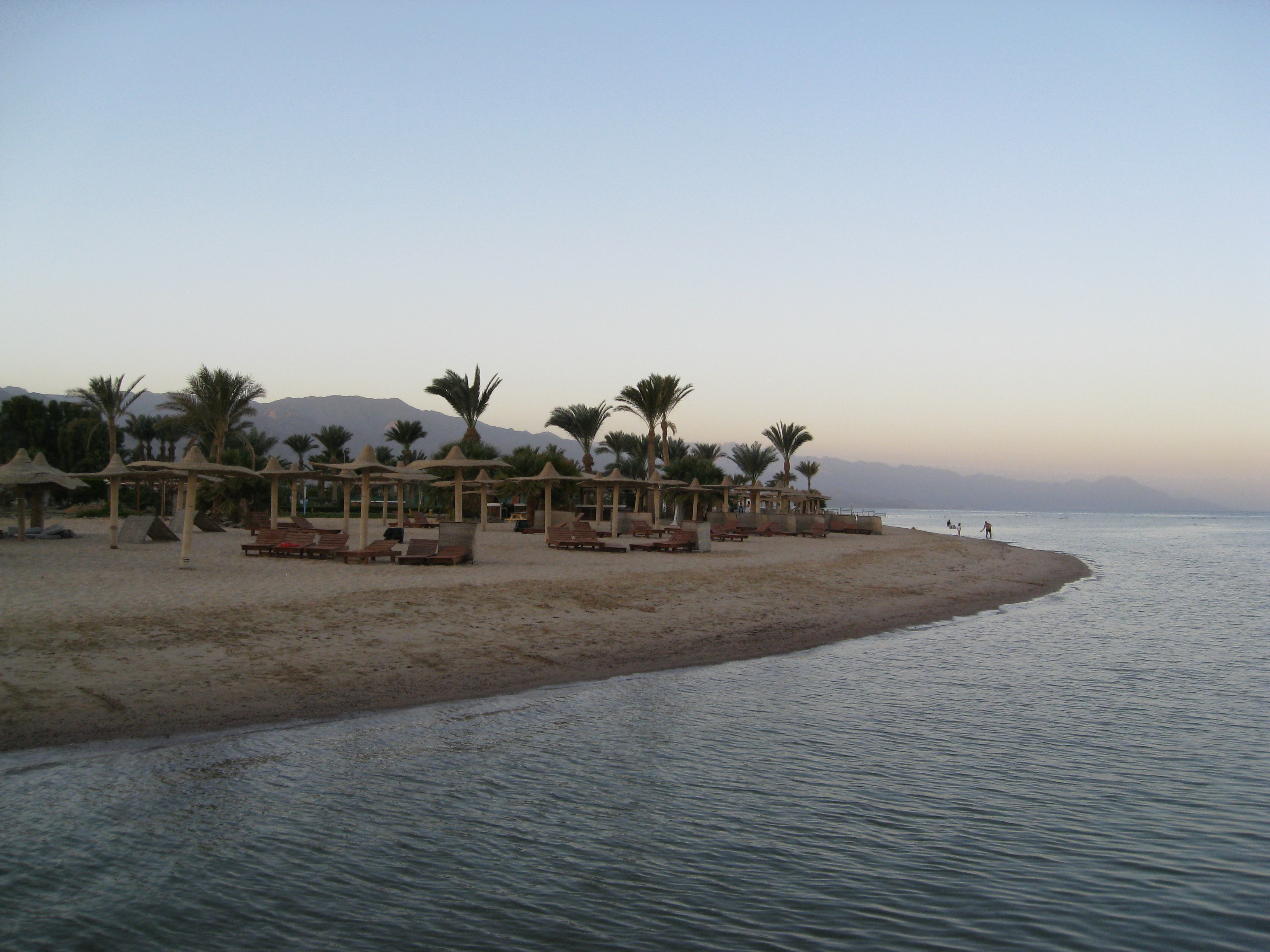
شاطئ نوبيع.
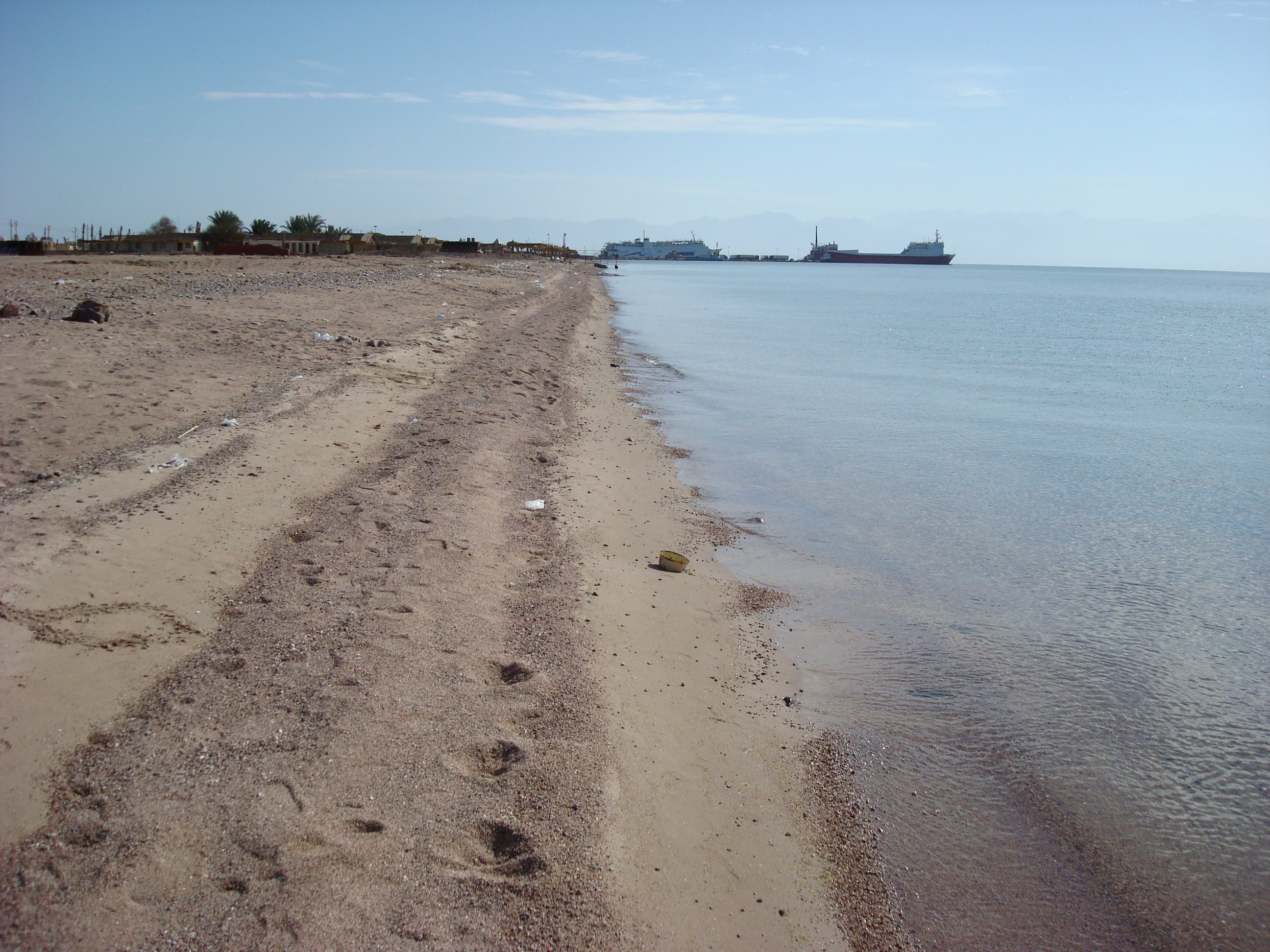
شاطئ نوبيع.
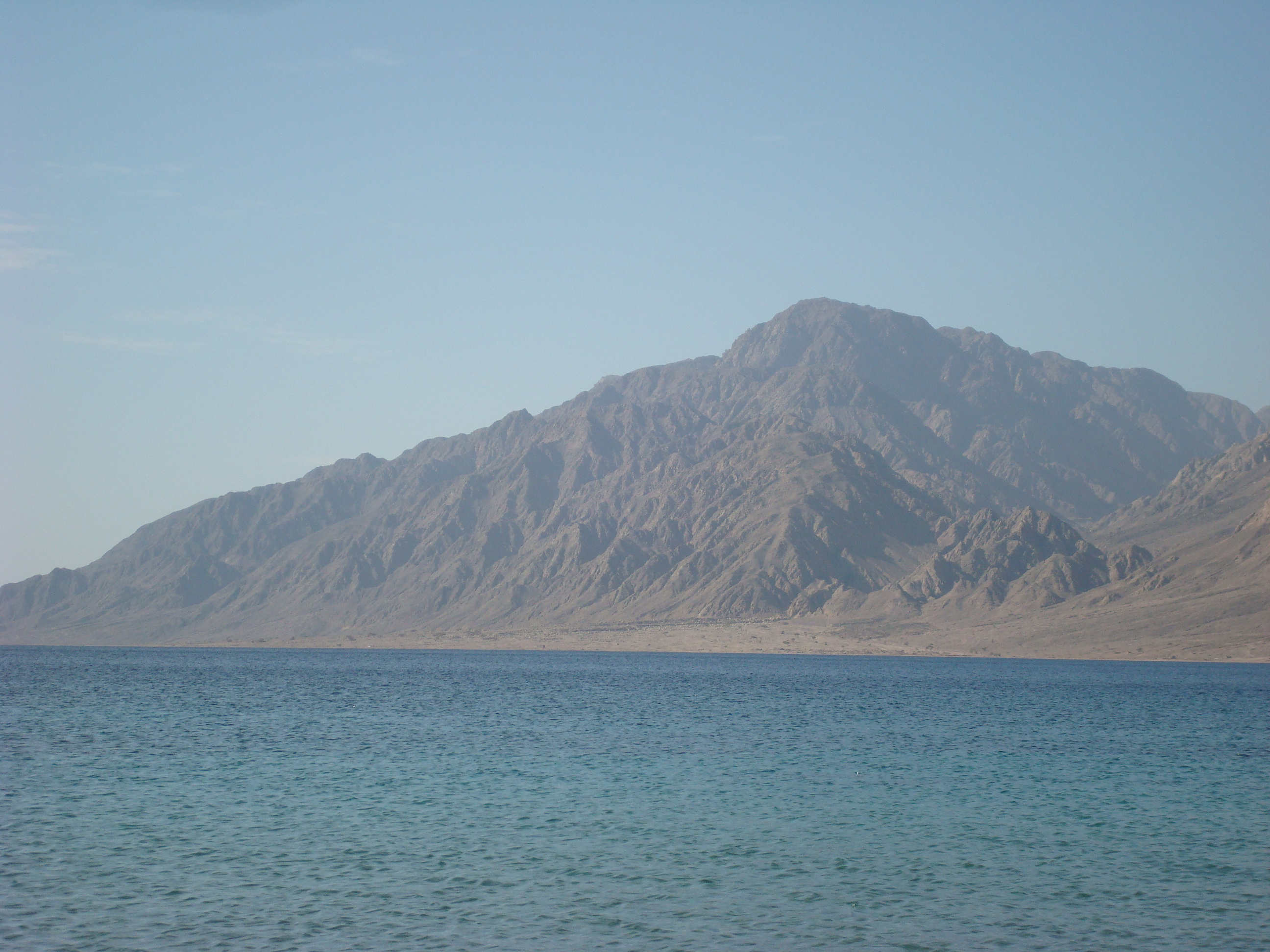
شاطئ نوبيع.
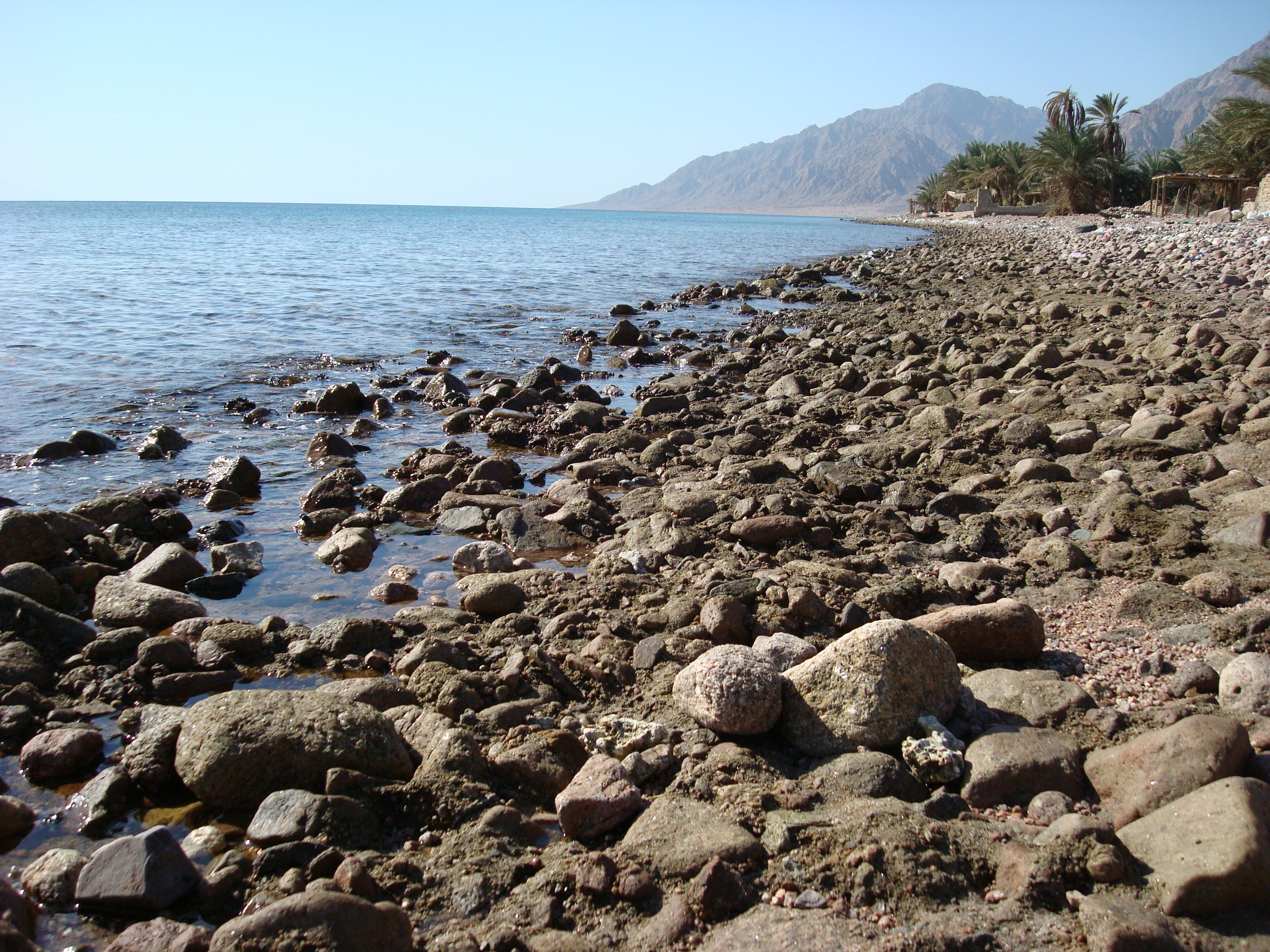
شاطئ نويبع.
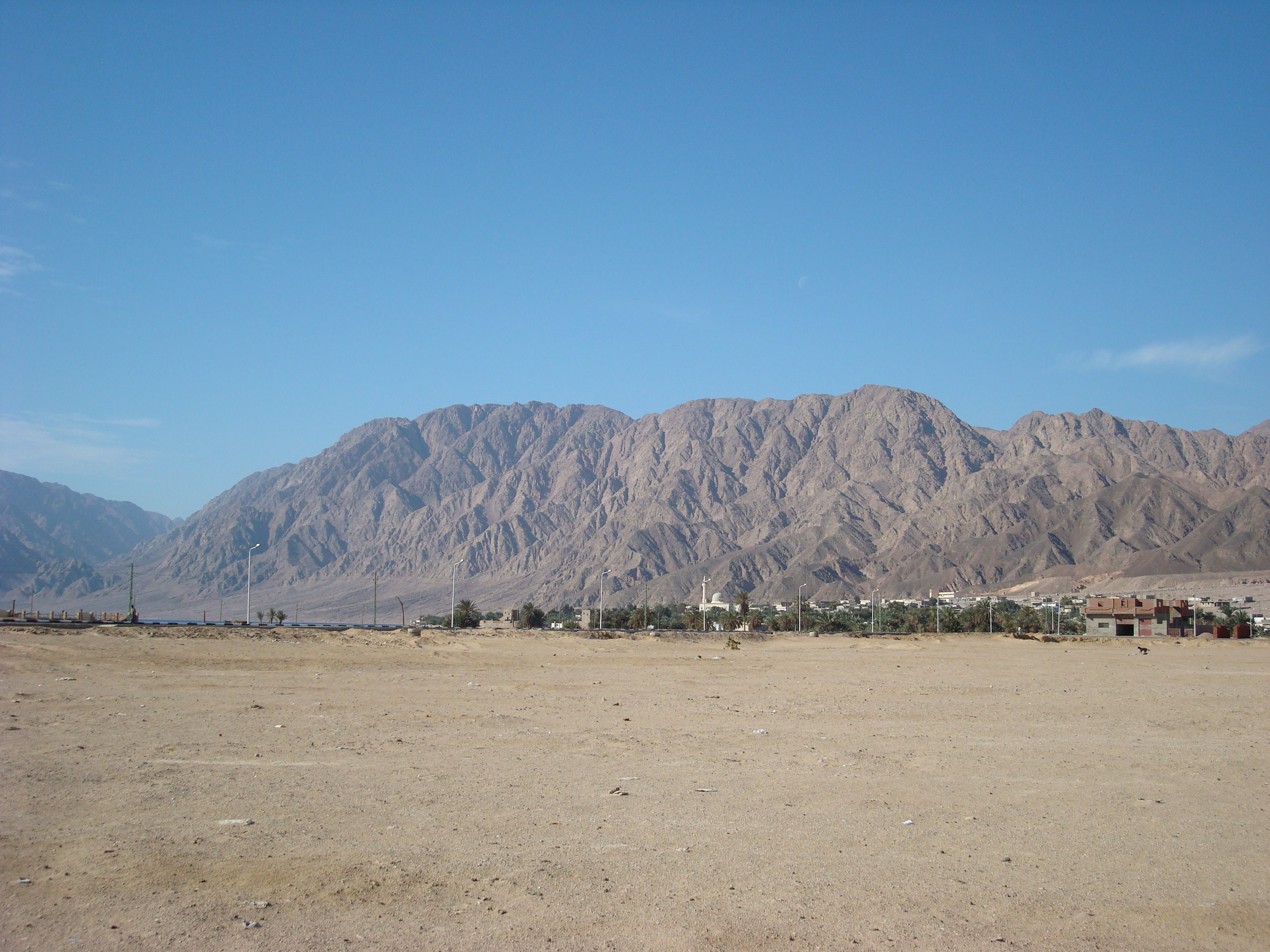
جبال نوبيع.
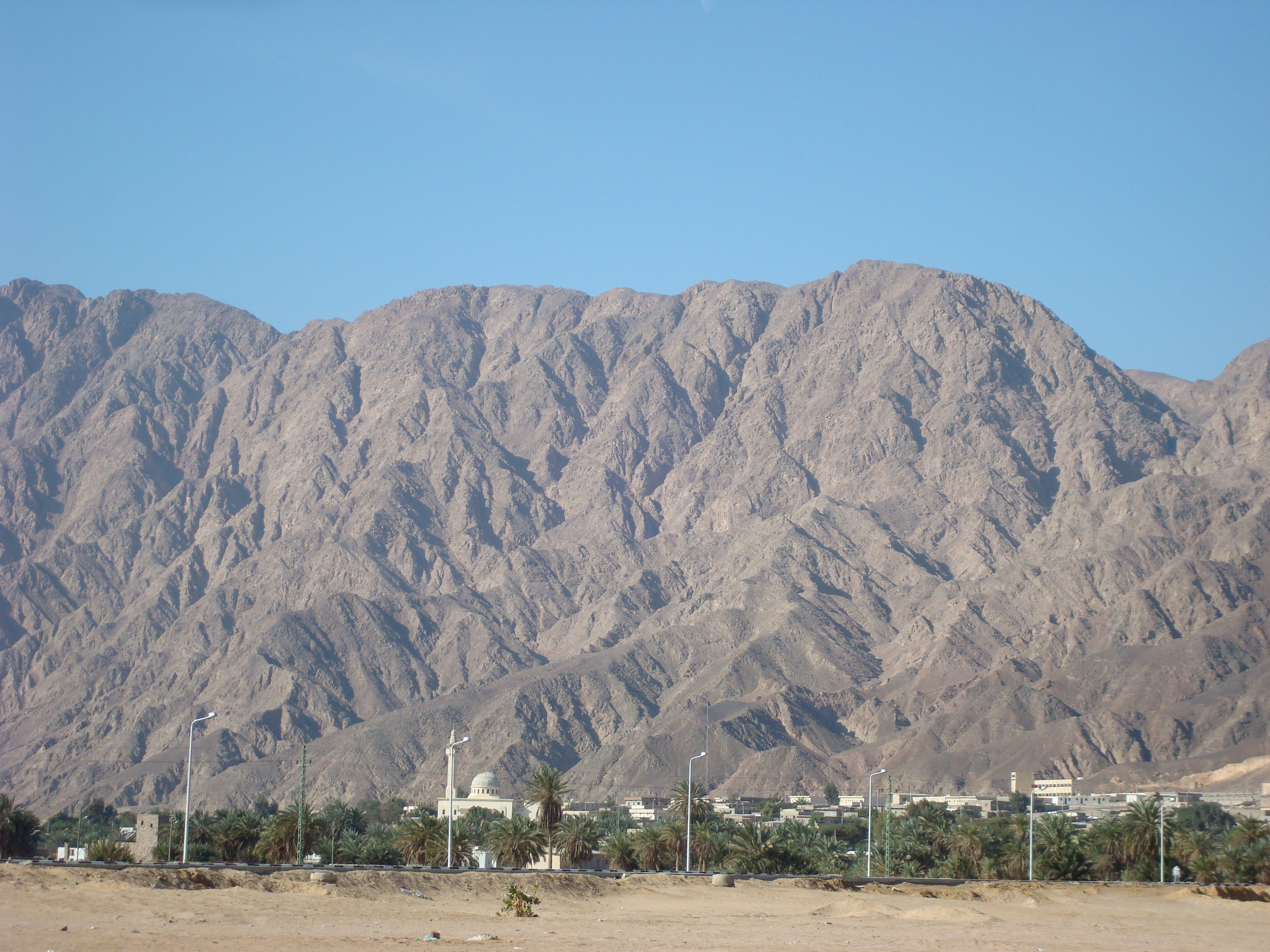
جبال نوبيع.
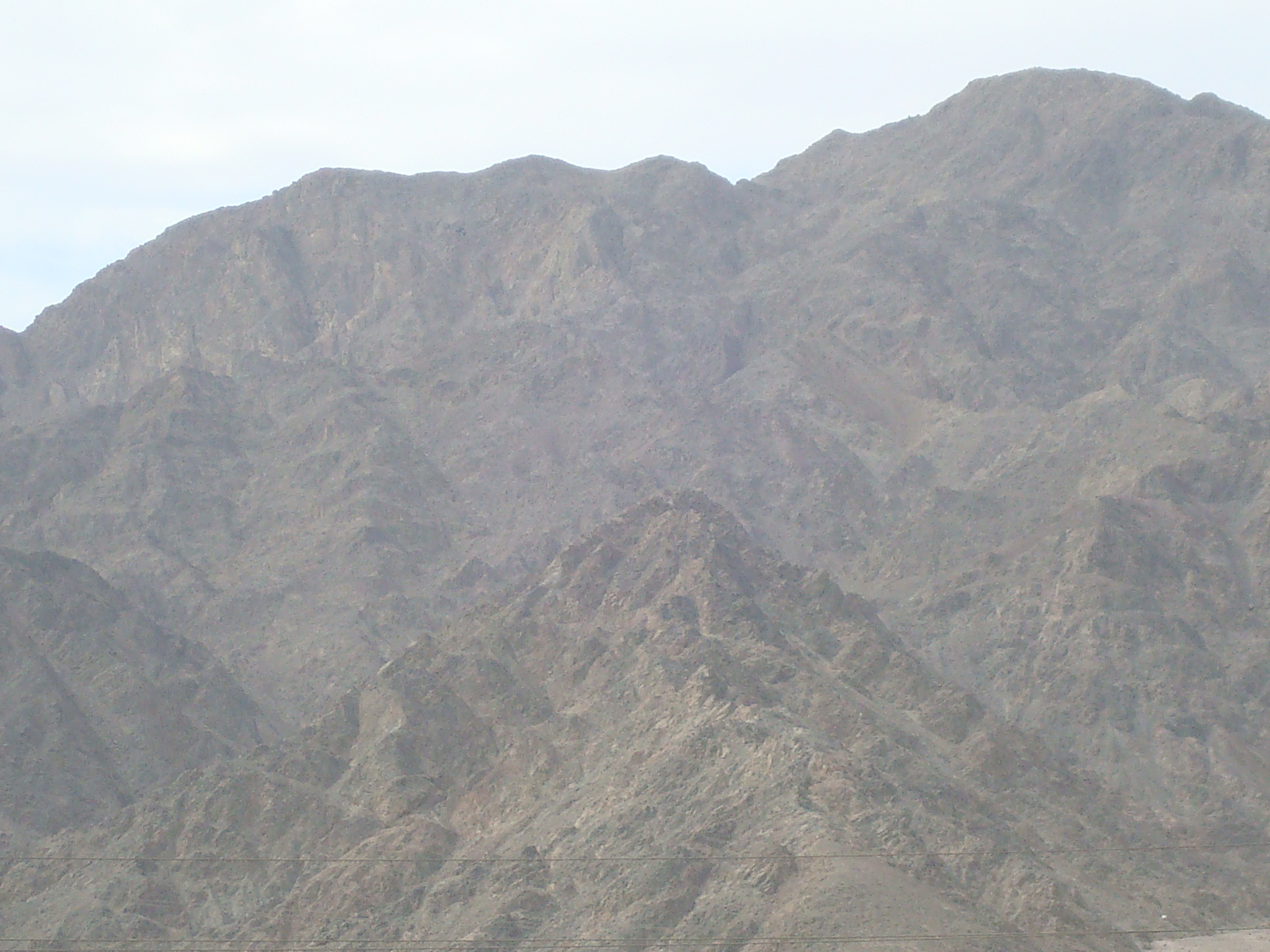
جبال نوبيع.
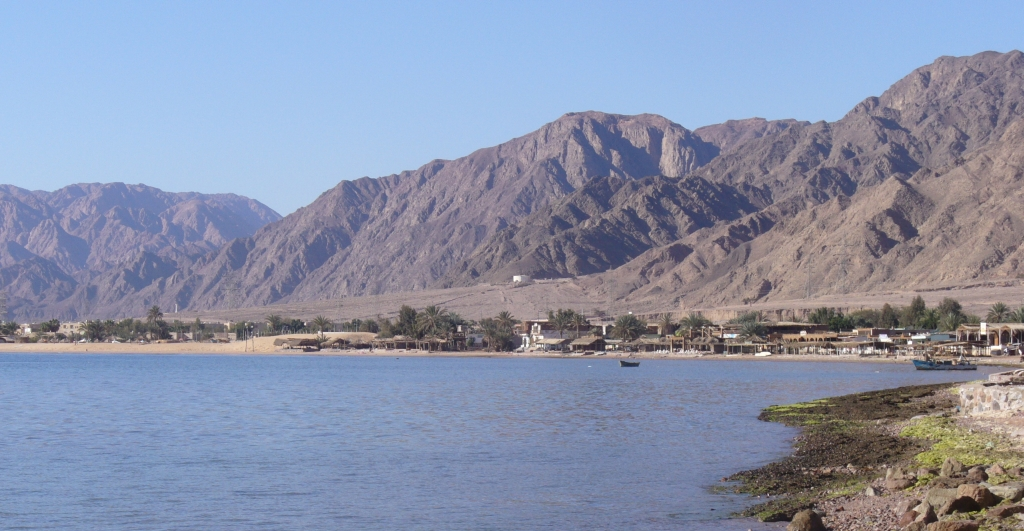
نويبع الترابين.
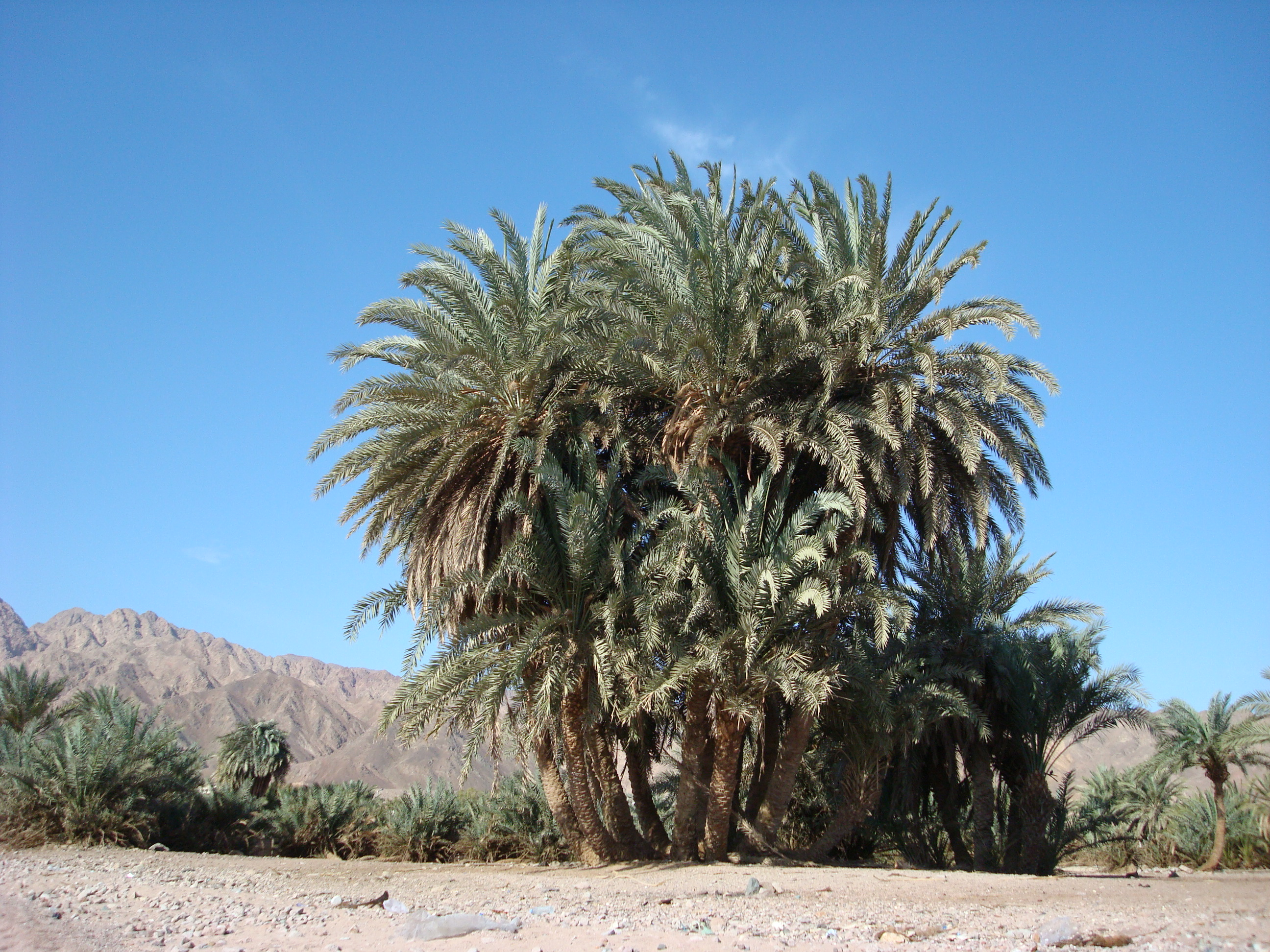
نخيل نويبع.
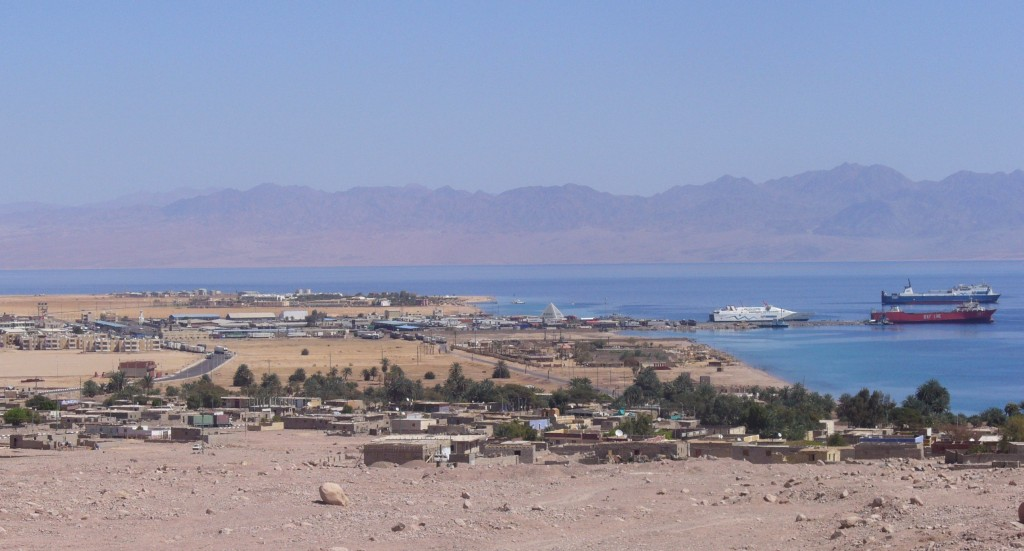
ميناء نويبع.
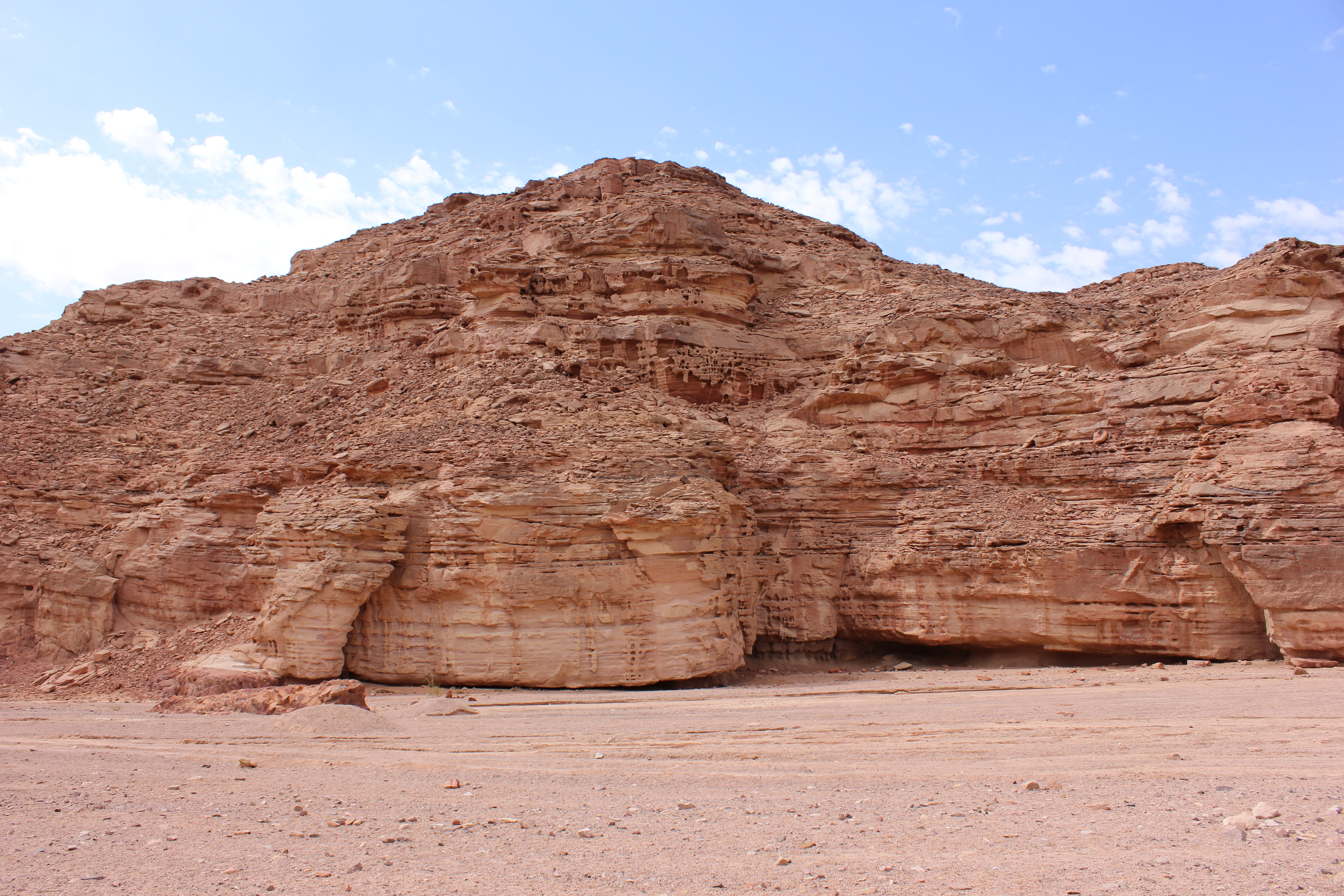
صحراء واحة عين خضرة.
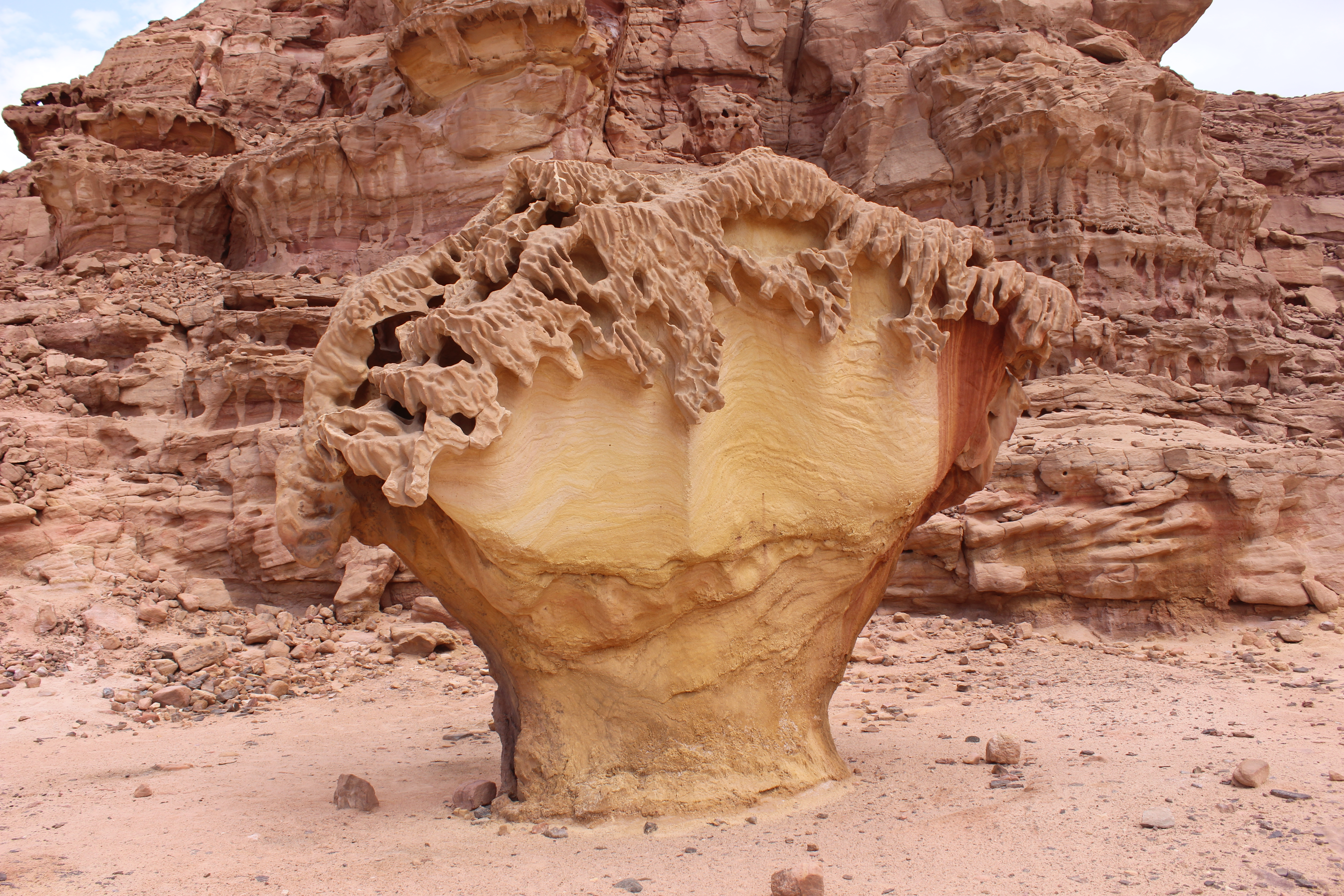
صخرة في واحة عين خضرة.
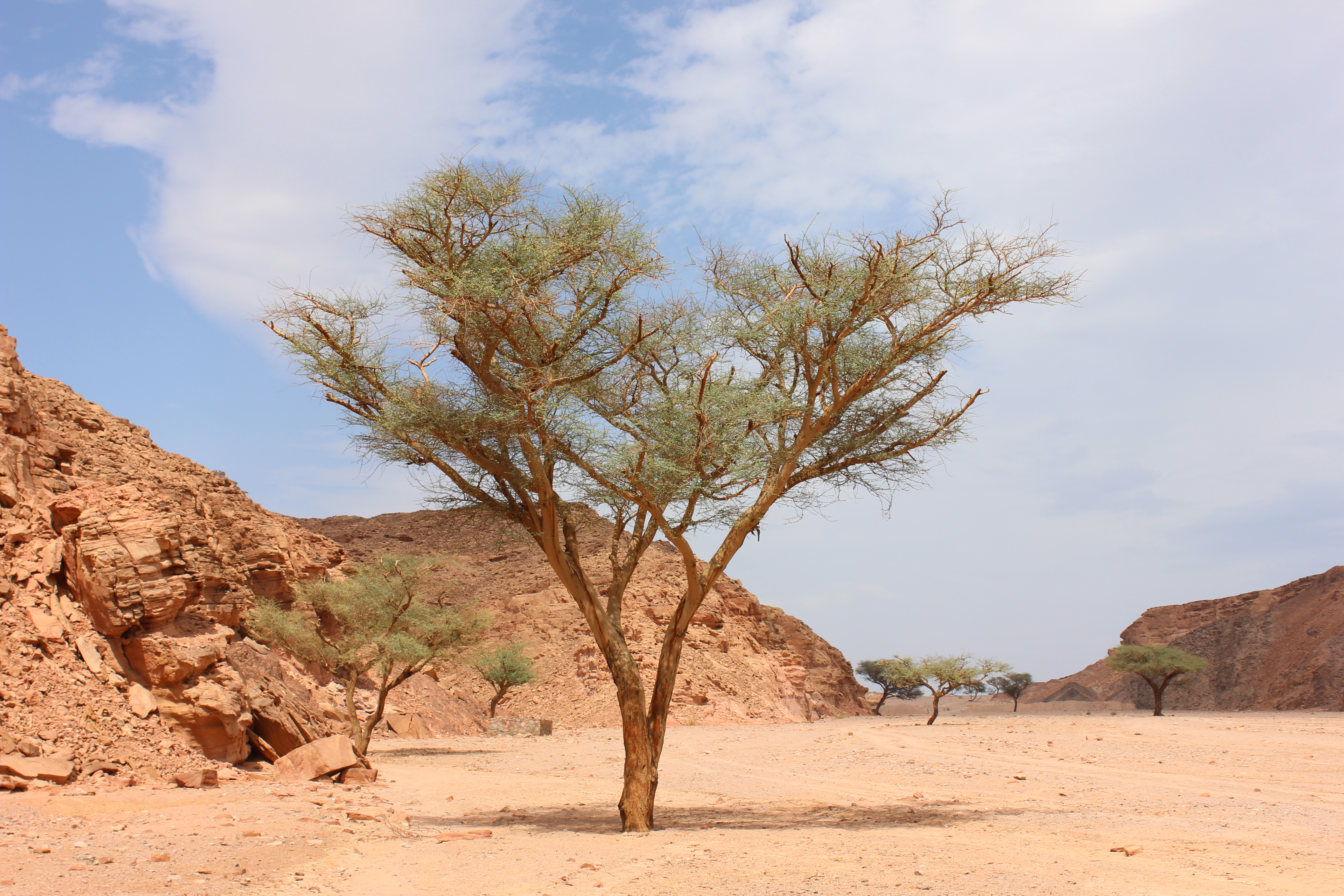
شجرة سنط سيال على مقربة من واحة عين خضرة.
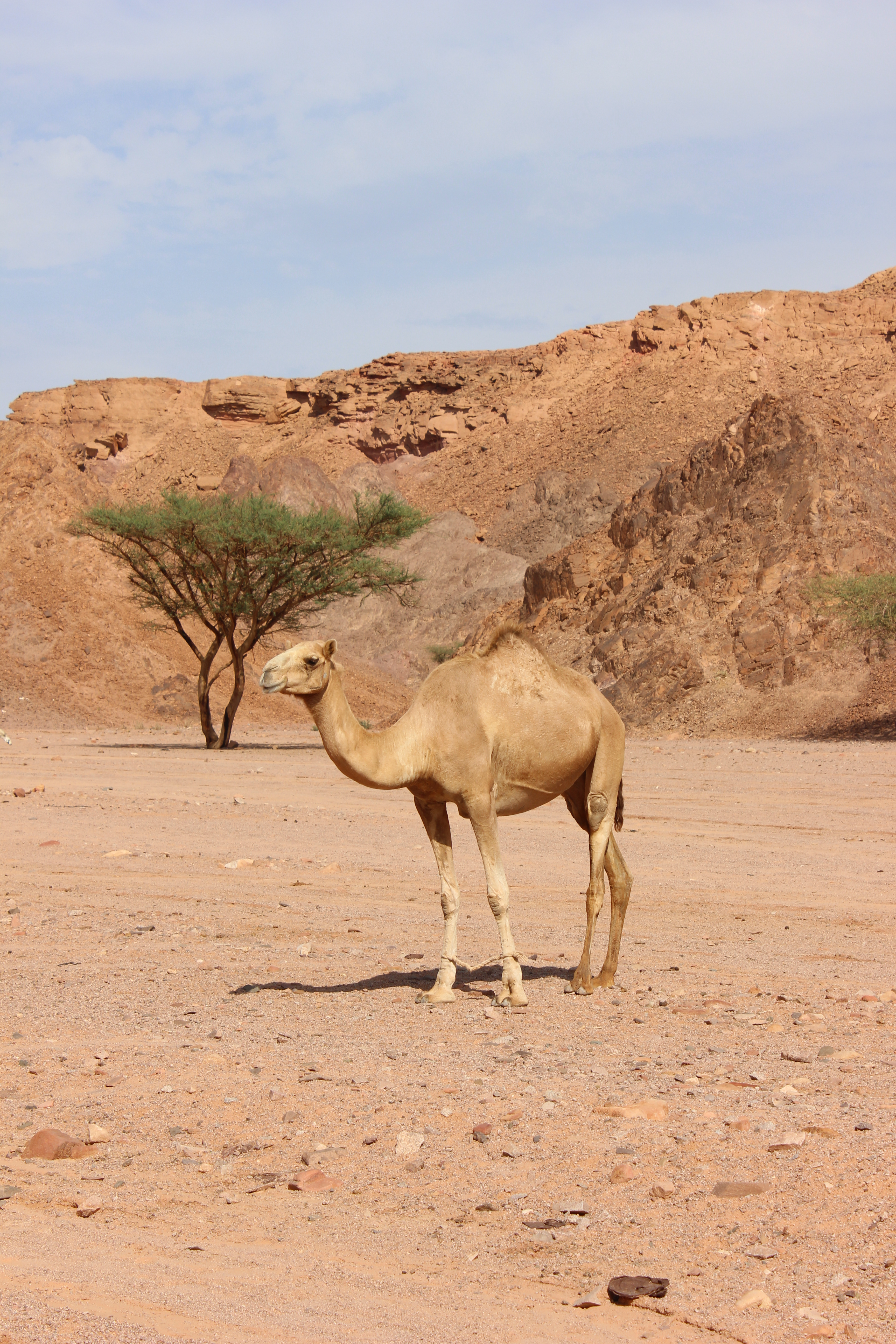
جمل بديسكو تاور على مقربة من واحة عين خضرة.
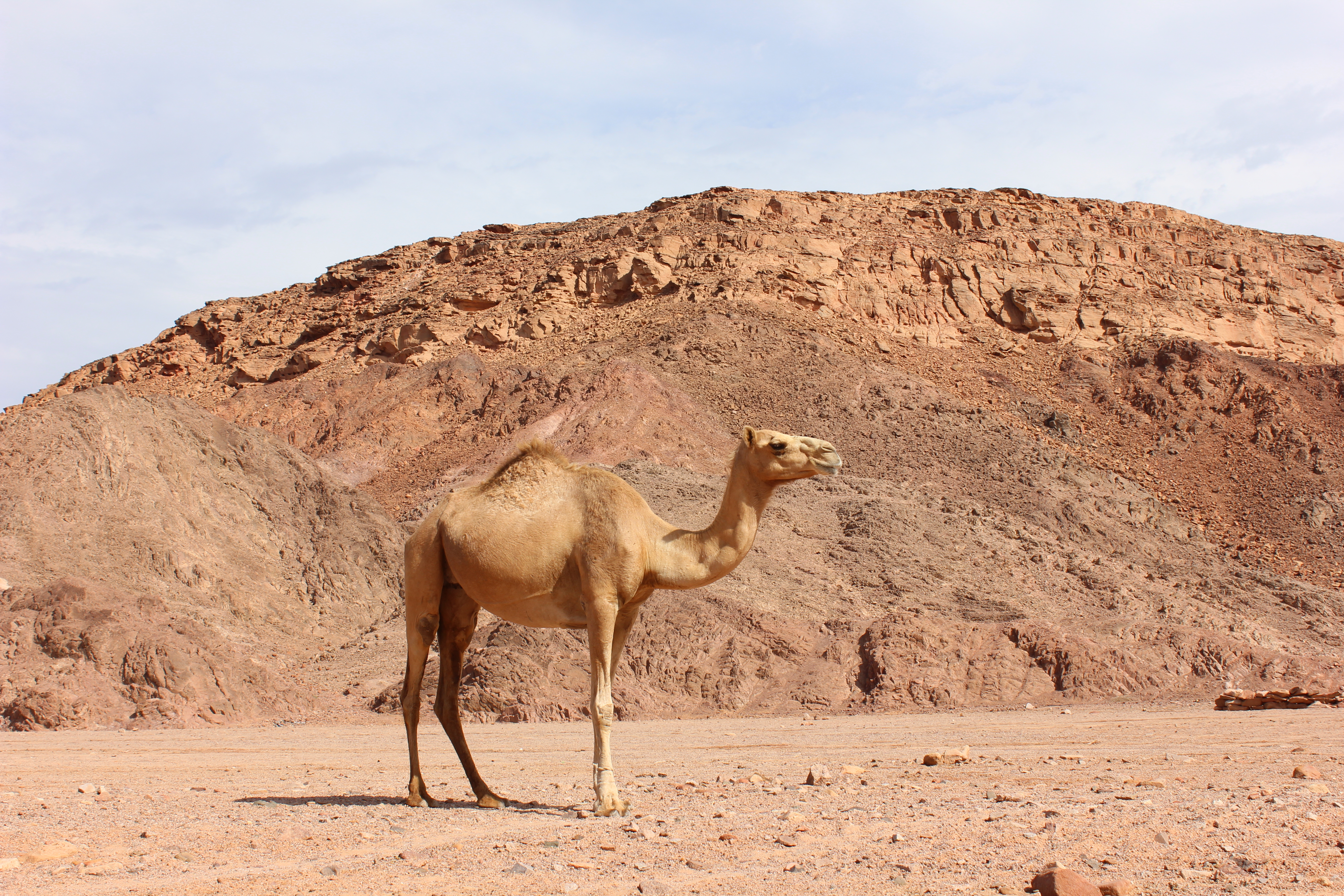
جمل عربي بمنطقة على مقربة من واحة عين خضرة.
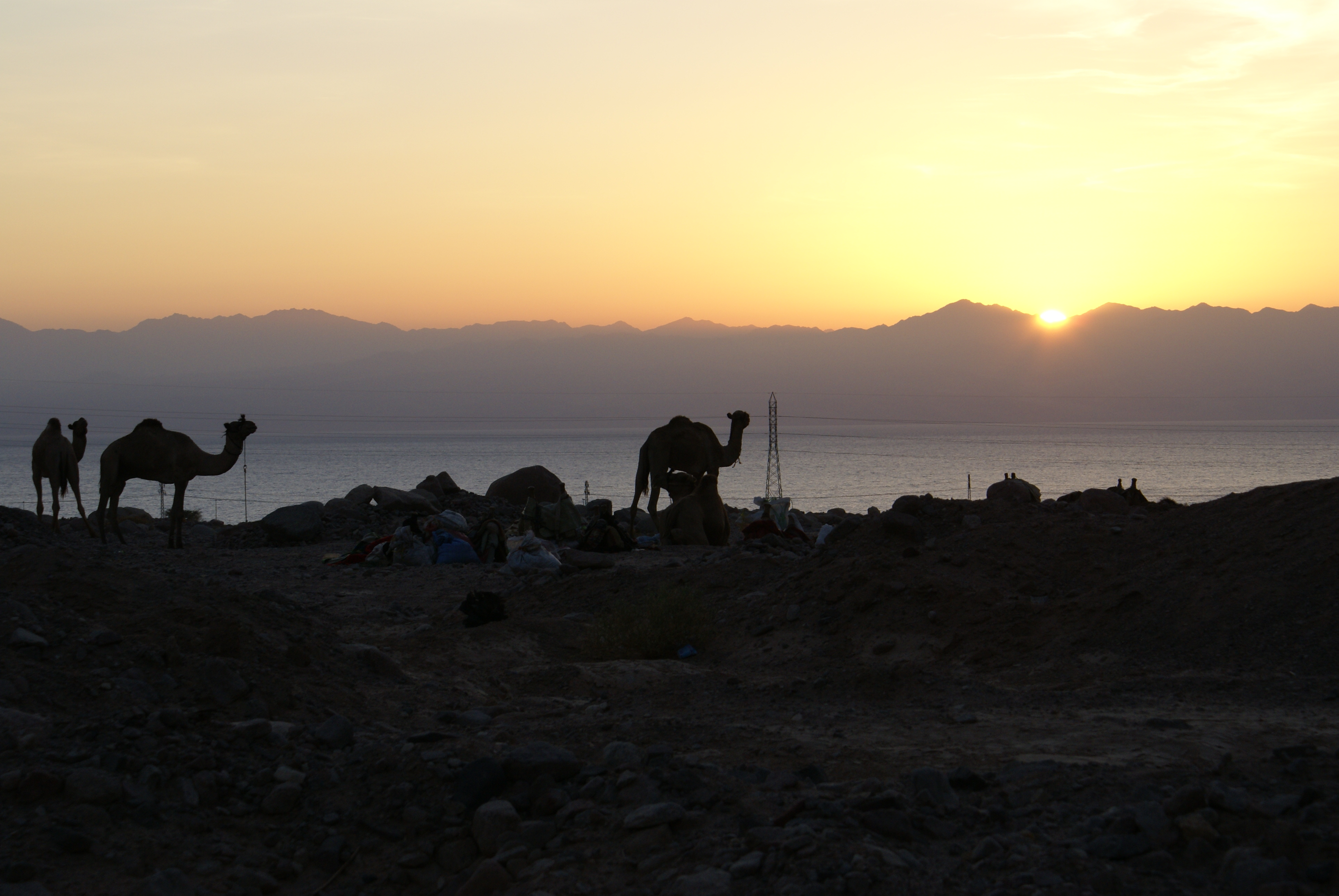
شروق الشمس في نويبع.
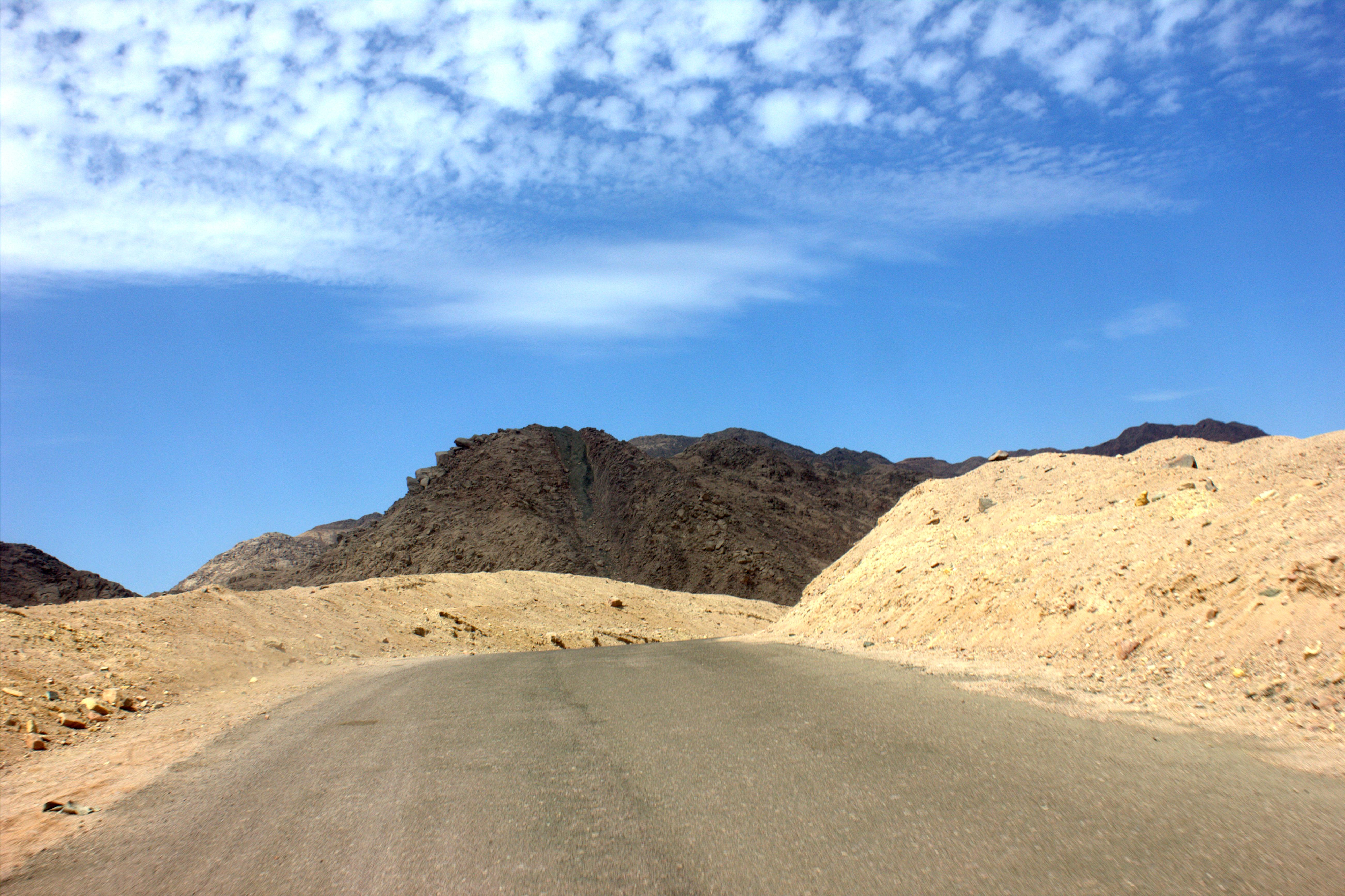
طريق تاور (سانت كاترين).
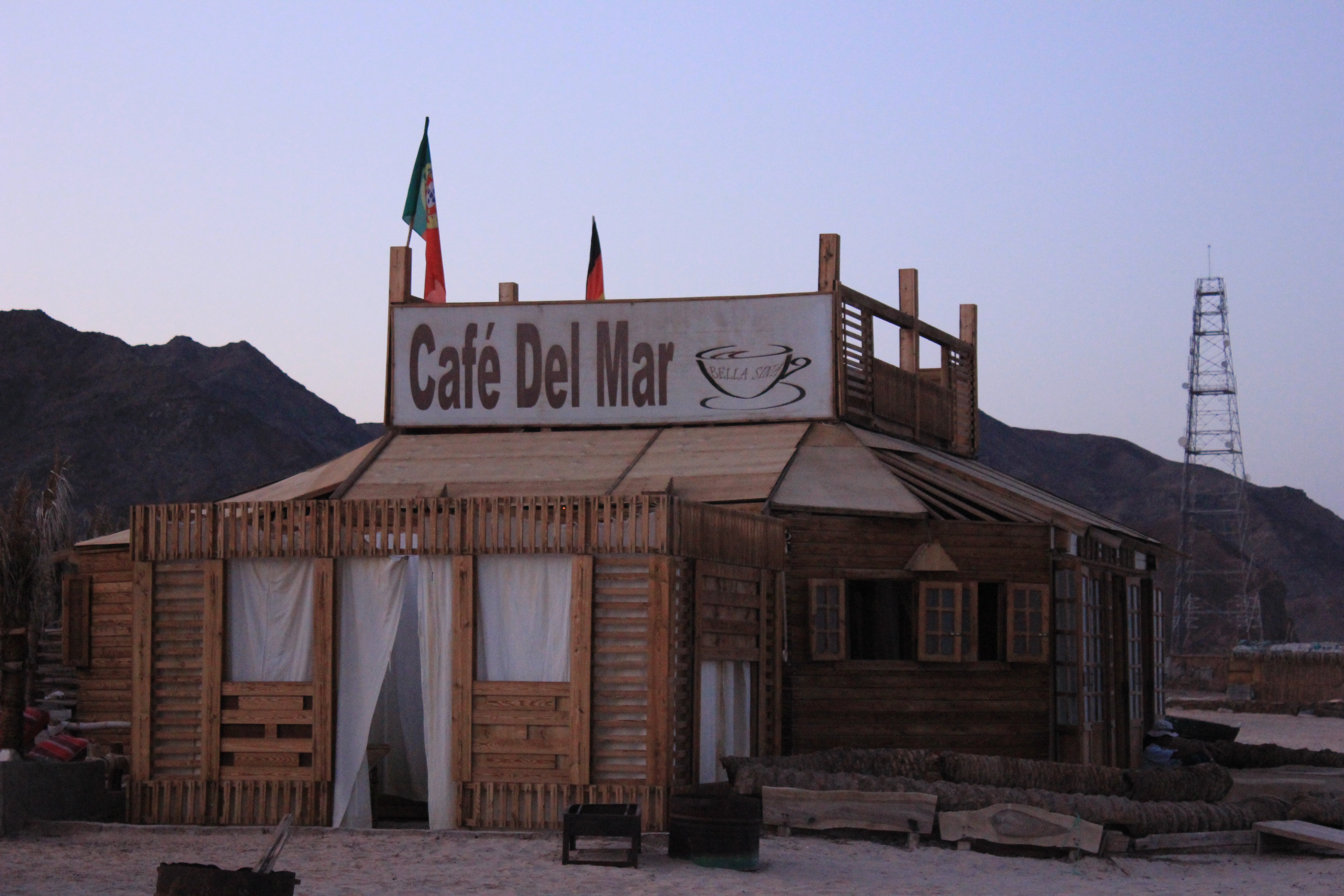
استراحة بنويبع.
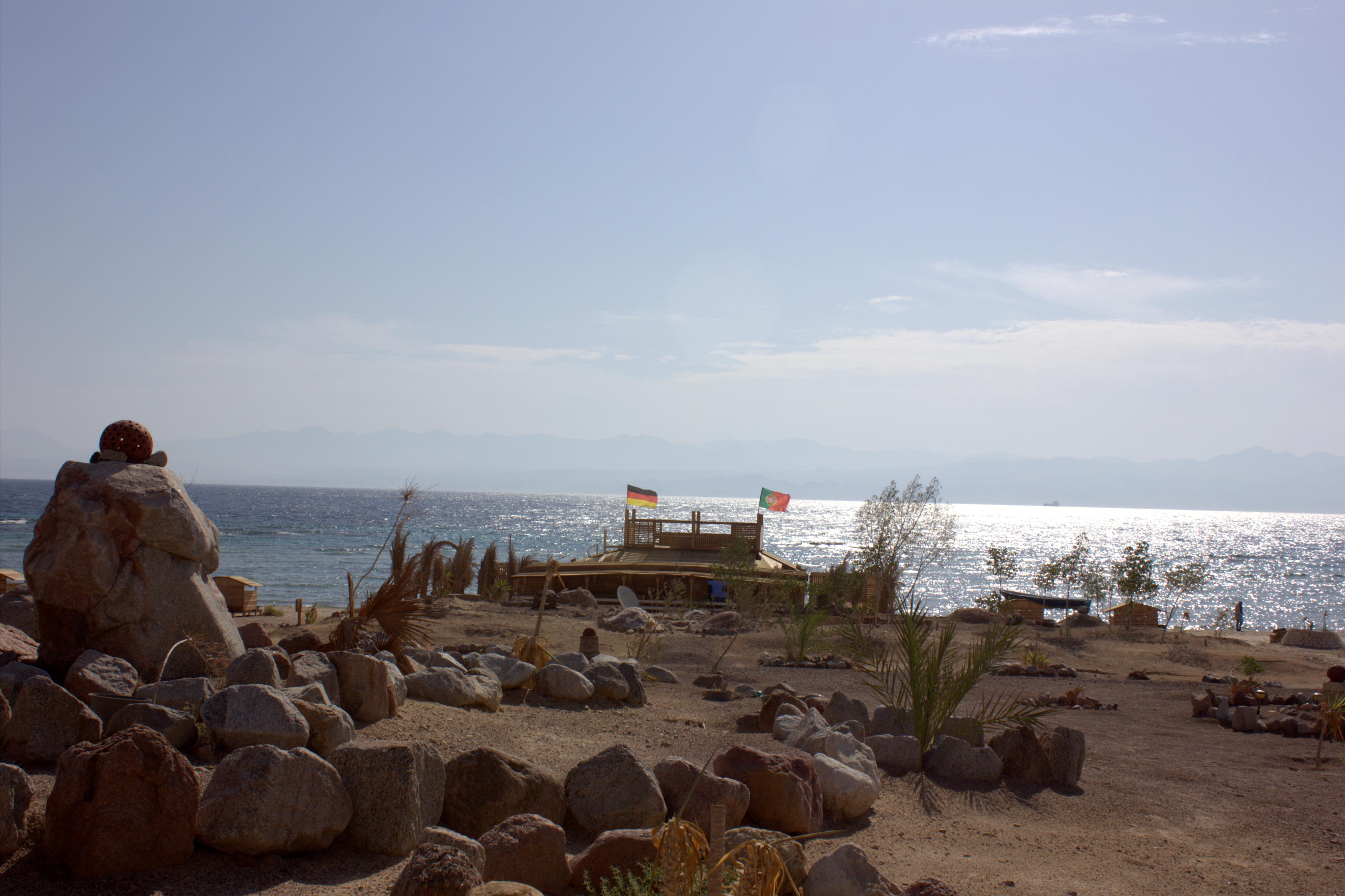
استراحة بنويبع.
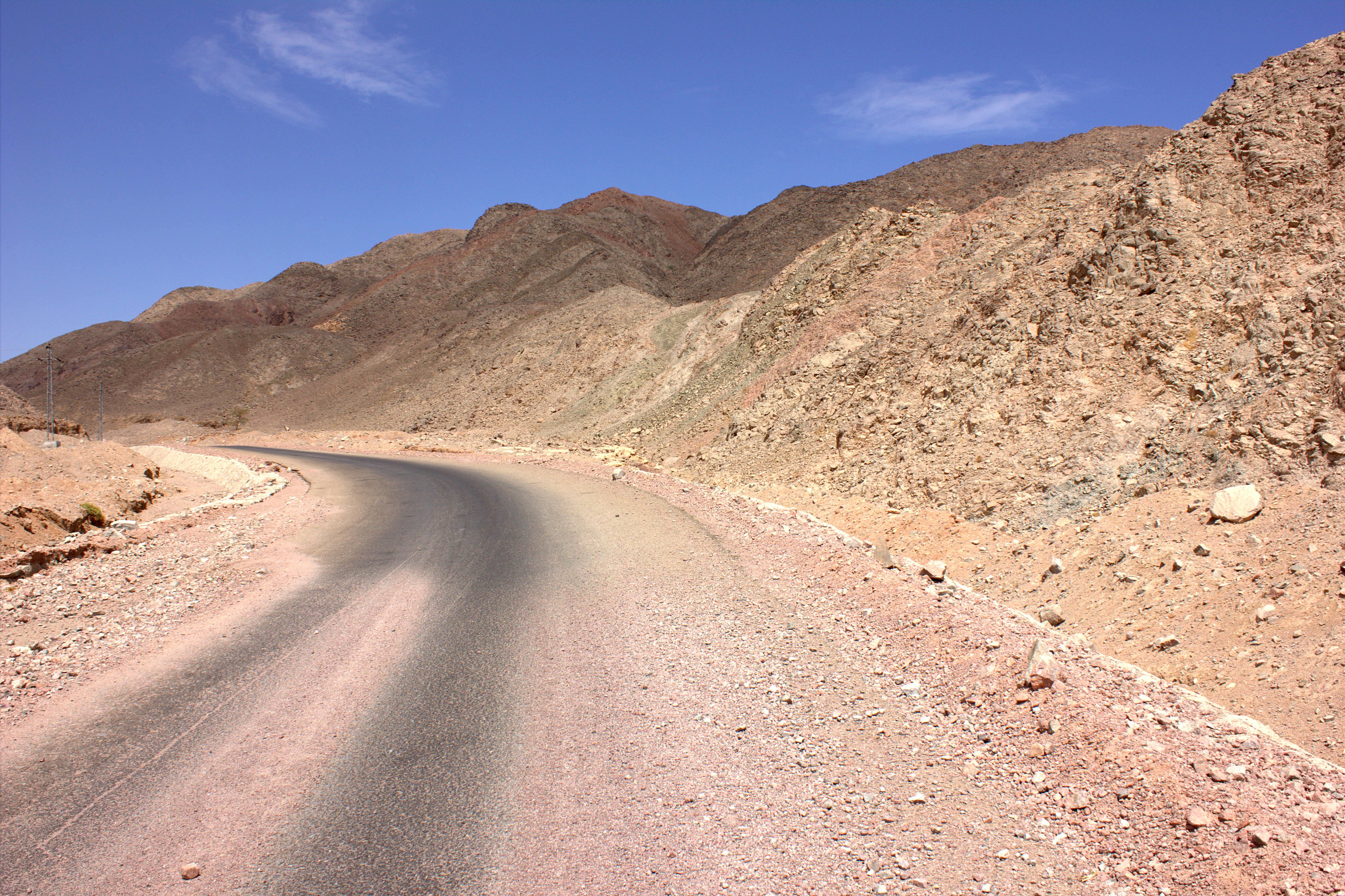
طريق بين جبال نويبع.
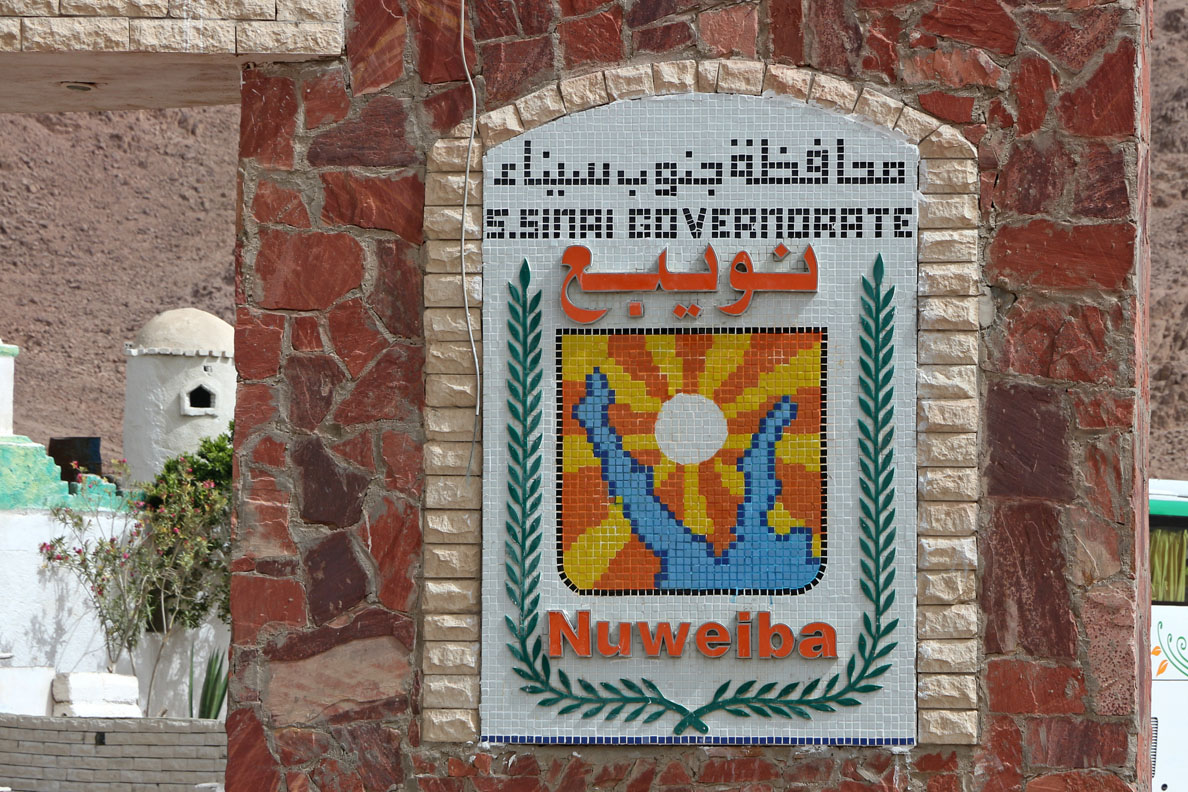